# Chipre en los Juegos Olímpicos de Los Ángeles 1984
Chipre estuvo representado en los Juegos Olímpicos de Los Ángeles 1984 por un total de 10 deportistas que compitieron en 4 deportes.  
El portador de la bandera en la ceremonia de apertura fue el atleta Marios Kassianidis. El equipo olímpico chipriota no obtuvo ninguna medalla en estos Juegos.